# Pietra del Principe

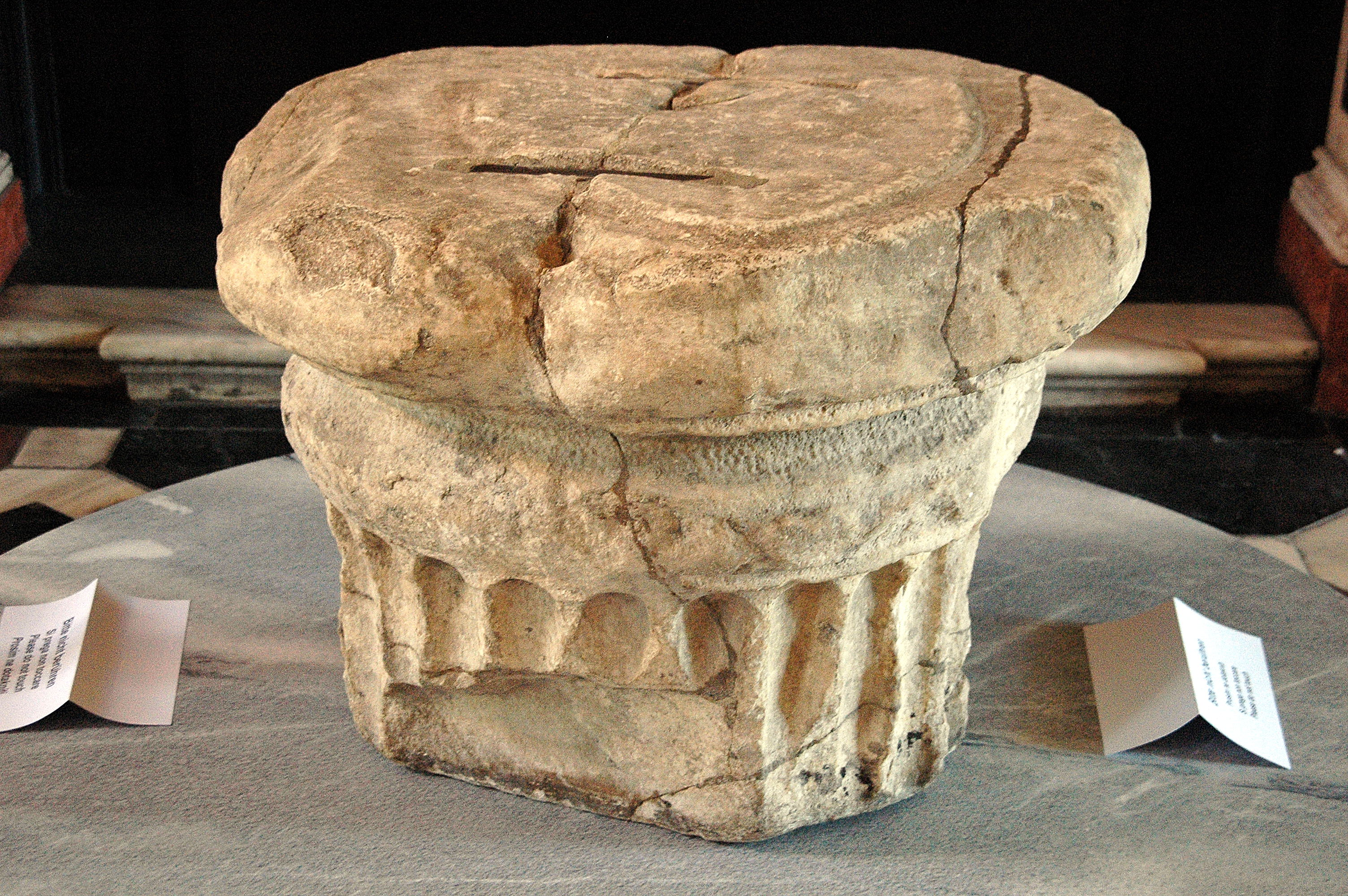
La Pietra del Principe al Klagenfurt Landhaus

La Pietra del Principe (in tedesco Fürstenstein, in sloveno Knežji kamen) è il capitello di una colonna ionica che giocò un importante ruolo nella cerimonia di incoronazione del principe di Carantania nell'alto medioevo. 

## Storia
Dopo la conquista dei franchi, la cerimonia tenuta in lingua slovena fu mantenuta come prima parte dell'incoronazione del duca di Carinzia, seguita da una messa alla Cattedrale di Maria Saal. In seguito la cerimonia proseguiva dal Trono Ducale.
La colonna proviene probabilmente dalla vicina città romana di Virunum, capitale della provincia di Noricum sotto il regno di Claudio (41-54). Durante il medioevo la colonna fu incisa con lo stemma del Duca di Carinzia.
La Pietra del Principe diventò parte dell'eredità della Carantania dopo la prima guerra mondiale. Nel 2005 il primo ministro sloveno Janez Janša decise di rappresentare la Pietra del Principe sul lato nazionale della moneta slovena da 2 centesimi e ciò preoccupò il governo austriaco. Nel 2006 il governatore della Carinzia Jörg Haider fece trasferire la pietra, che sin dal 1905 era stata conservata al museo di stato Carinziano, nella Wappensaal (Sala araldica) del Landhaus di Klagenfurt.